# Věra Rosí
Věra Rosí, vlastním jménem Veronika Schelleová (* 22. května 1976, Brno), je česká básnířka.

## Život a dílo
Absolvovala Filozofickou fakultu Masarykovy univerzity (obory bohemistika a germanistika).  Žije v Brně.
Vydala sbírku básní Holý bílý kmen (Host, 1999, ISBN 80-86055-66-3), za kterou získala Cenu Jiřího Ortena. Její druhou sbírkou jsou Dlouhé nůžky noci (Masarykova univerzita Brno, Weles, 2012, ISBN 978-80-87483-03-9) a třetí sbírkou Ruka z černobílé fotografie (Dauphin, 2016, ISBN 978-80-7272-890-9.